# Ognon (Oise)
Ognon ist eine Commune déléguée in der französischen Gemeinde Villers-Saint-Frambourg-Ognon mit 157 Einwohnern (Stand: 1. Januar 2019) im Département Oise in der Region Hauts-de-France (vor 2016: Picardie). 
Die Gemeinde Ognon wurde am 1. Januar 2019 mit Villers-Saint-Frambourg zur Commune nouvelle Villers-Saint-Frambourg-Ognon zusammengeschlossen. Sie hat seither den Status einer Commune déléguée. Die Gemeinde Ognon gehörte zum Senlis und zum Kanton Pont-Sainte-Maxence (bis 2015: Kanton Senlis). 

## Geographie
Ognon liegt etwa sechs Kilometer nordöstlich von Senlis am Wald von Halatte. Umgeben wurde die Gemeinde Ognon von den Nachbargemeinden Villers-Saint-Frambourg im Norden, Brasseuse im Osten und Nordosten, Barbery im Südosten sowie Chamant im Süden und Westen.

## Bevölkerungsentwicklung
| 1962                      | 1968 | 1975 | 1982 | 1990 | 1999 | 2006 | 2013 |
| ------------------------- | ---- | ---- | ---- | ---- | ---- | ---- | ---- |
| 119                       | 104  | 103  | 125  | 162  | 133  | 125  | 149  |
| Quelle: Cassini und INSEE |      |      |      |      |      |      |      |

## Sehenswürdigkeiten
Siehe auch: Liste der Monuments historiques in Villers-Saint-Frambourg-Ognon
- Reste eines gallorömischen Tempels, vermutlich Mitte des 1. nachchristlichen Jahrhunderts errichtet, seit 2007 Monument historique
- Kirche Saint-Martin aus dem 17. Jahrhundert, seit 1970 Monument historique
- Schloss Ognon, 1957 abgebrochen, Reste mit Park seit 1990 Monument historique

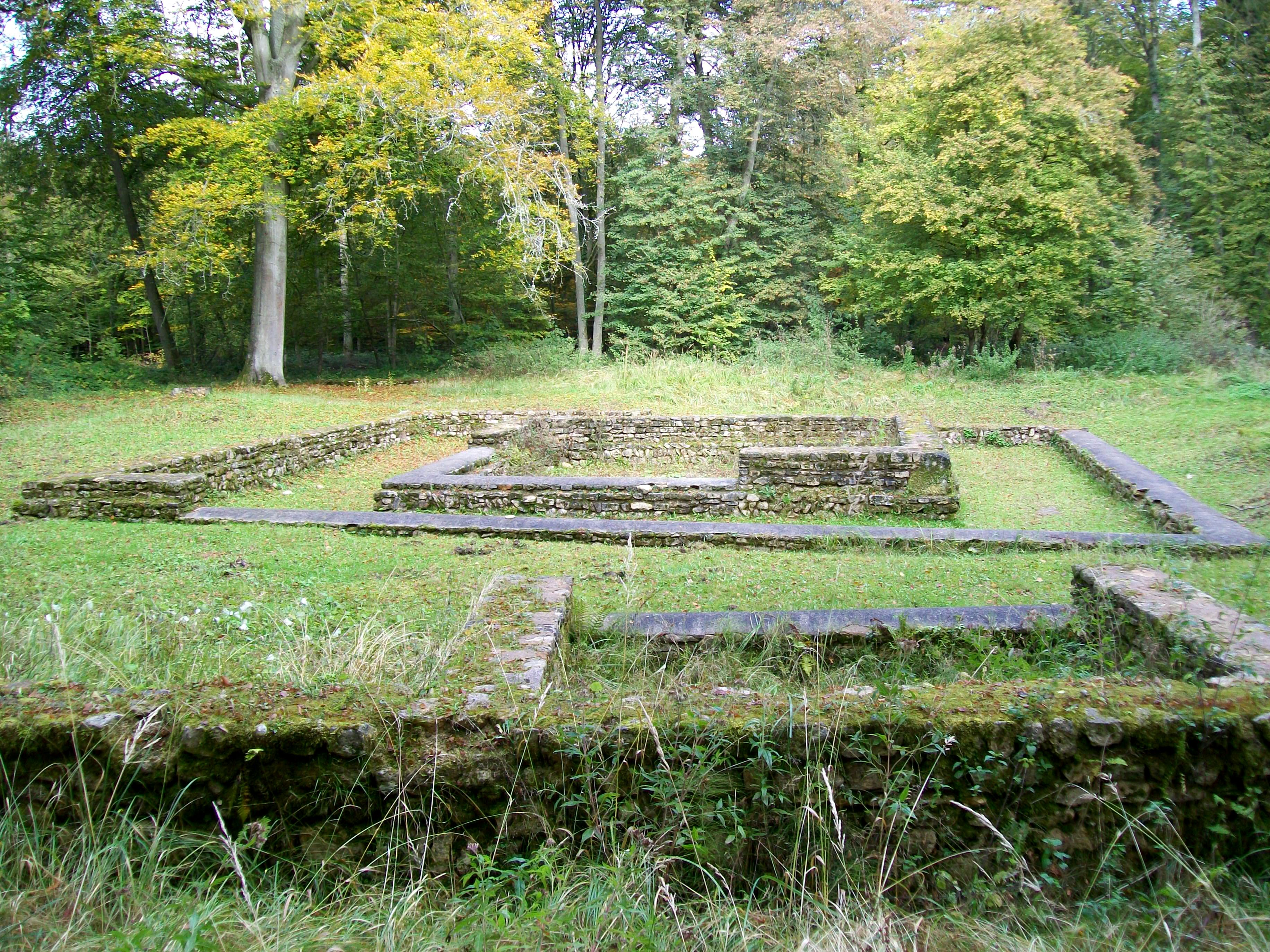
Gallorömischer Tempel
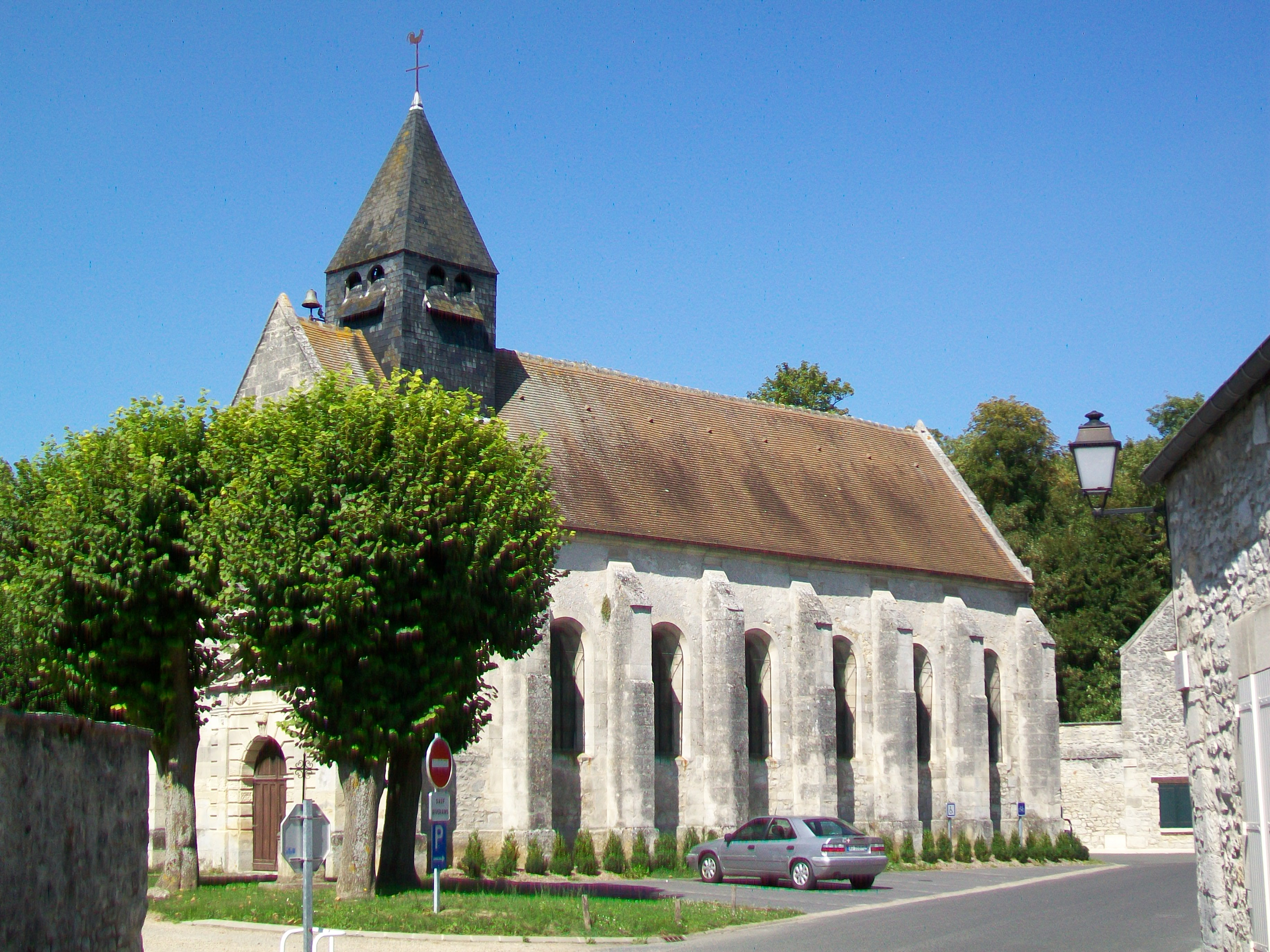
Kirche Saint-Martin
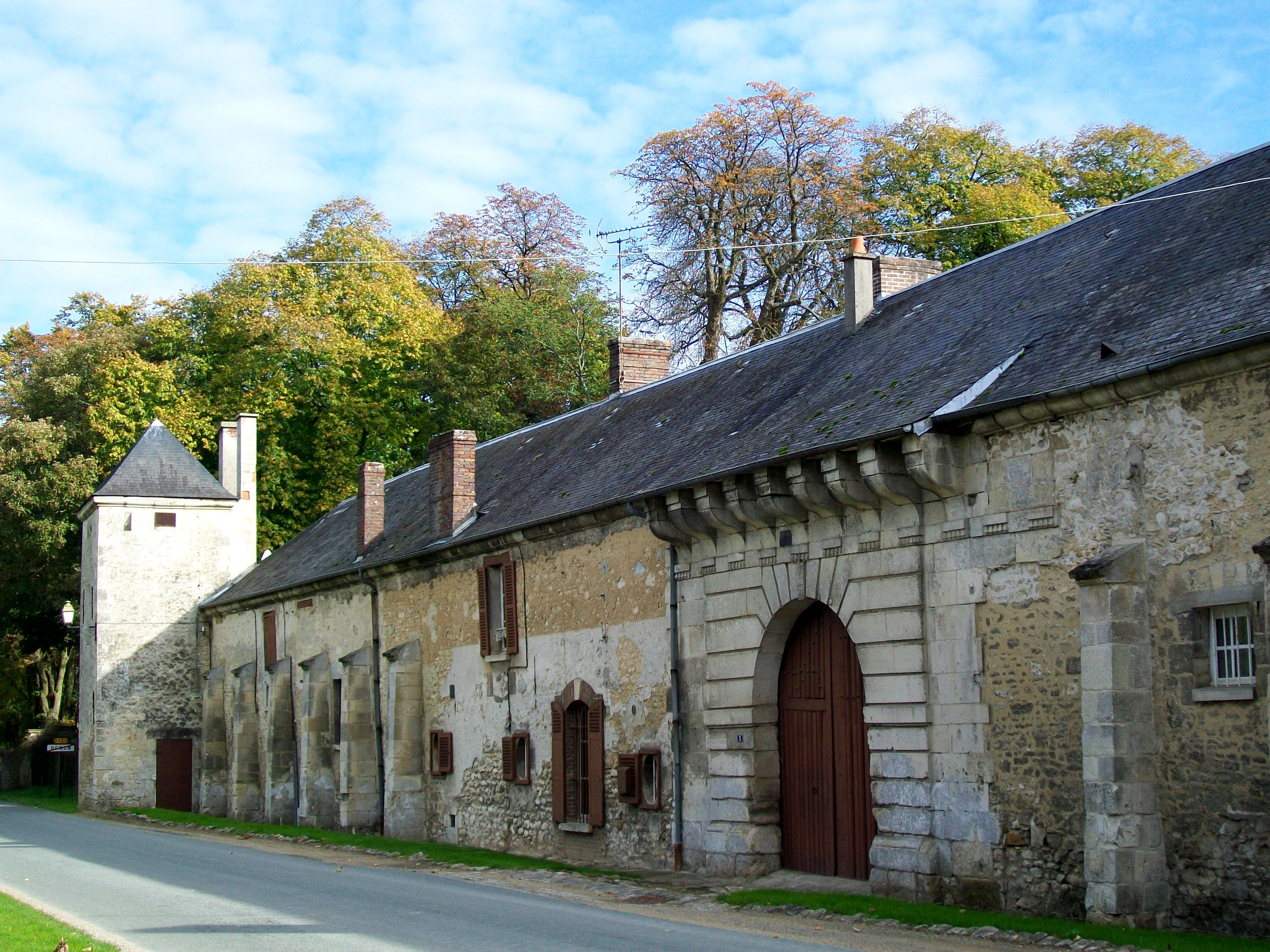
Portal des abgebrochenen Schlosses